# Nudisti per caso
Nudisti per caso (Les Textiles) è un film del 2004 diretto da Franck Landron.
Il titolo originale, Les Textiles, letteralmente "I tessili", allude al soprannome dispregiativo con cui i naturisti appellano chi, al pari della protagonista del film, sceglie di rimanere vestito.

## Trama
Sophie e Oliver sono una coppia che decide di esaudire il desiderio di acquistare una casa al mare. L'acquisto però viene fatto senza visitare preventivamente l'immobile. Solo al loro primo soggiorno scoprono che è all'interno di un villaggio naturista, ambiente che prima non avevano mai frequentato.